# Dendronephthya mucronata
Dendronephthya mucronata är en korallart som beskrevs av Pütter 1900. Dendronephthya mucronata ingår i släktet Dendronephthya och familjen Nephtheidae. Inga underarter finns listade i Catalogue of Life.